# Nam Ả Rập
Nam Ả Rập là một khu vực lịch sử bao gồm phần miền nam của bán đảo Ả Rập, chủ yếu tập trung tại Yemen hiện nay, song theo lịch sử cũng gồm các vùng Najran, Jizan và 'Asir thuộc Ả Rập Xê Út ngày nay, và tỉnh Dhofar của Oman ngày nay.
Cư dân tại Nam Ả Rập có các quan hệ thân thuộc đặc trưng về ngôn ngữ và dân tộc, cũng như về truyền thống và văn hoá, vượt qua biên giới chính trị được vạch ra gần đây. Khu vực gần tương đương với Đại Yemen.
Ranh giới Nam Ả Rập theo quan điểm ngôn ngữ sẽ bao gồm các dân tộc lịch sử nói ngôn ngữ Nam Ả Rập cũng như các phương ngữ Ả Rập lân cận, và hậu duệ của họ. Trong thời cổ đại, từng tồn tại một ngôn ngữ Nam Ả Rập, được Ethiopia vay mượn.

## Lịch sử
Ba nghìn năm trước, một vài nhà nước cổ đại chiếm cứ khu vực Nam Ả Rập, đó là M'ain, Qataban, Hadhramaut, và Saba. Trong thời cổ đại này, Nam Ả Rập được cho là có một số đặc điểm đáng chú ý: Đập nước tại Marib, mậu dịch trầm hương có tính quốc tế, cũng như Nữ vương Sheba theo thần thoại. Hai nghìn năm trước, người Himyar trở thành chủ nhân của Nam Ả Rập, chi phối khu vực trong vài thế kỷ. Vương quốc Aksum từ Ethiopia xâm chiếm Nam Ả Rập lần đầu vào thế kỷ 3-4, sau đó là vào thế kỷ 6 dưới quyền Quốc vương Kaleb vào khoảng năm 520. Thay thế họ là quân Ba Tư của Sassanid vào khoảng năm 575, họ cũng đến bằng đường biển. Nửa thế kỷ sau, đến năm 628, khu vực cải sang Hồi giáo.
Cổ đại
Các vương quốc và tên gọi cổ đại:
- Saba'
- Ma'īn
- Qatabān
- Ḥaḑramawt
- Awsān
- Himyar
- Arabia Felix (thuật ngữ người La Mã (Roma) sử dụng để chỉ Nam Ả Rập)

Những thế lực bên ngoài xâm chiếm thời kỳ tiền Hồi giáo
- Axum (thế kỷ 3–4, 6)
- Đế quốc Sasanid (thế kỷ 6–7).

Vương triều Hồi giáo;
- Umayyad 661–750
- Abbas 750–897
- Ziyad 819–1018
- Sulayhi 1047–1138
- Ayyub 1174–1228
- Rasul 1229–1454
- Tahir 1454–1526

Cận đại và thuộc địa
- Miền bắc

Hiệu kỳ Liên bang Nam Ả Rập, lãnh thổ bảo hộ của Đế quốc Anh.

  - Eyalet Yemen, Đế quốc Ottoman (1517–1635)
  - Vilayet Yemen, Đế quốc Ottoman (1849–, 1872–1918)
  - Tiểu vương quốc Idrisi (1906–1934)
- Miền nam
  - Thành phố Aden
    - Tỉnh Aden, Ấn Độ thuộc Anh (1839–1937)
    - Thuộc địa Aden (1937–1963)

  - Khu vực
    - Lãnh thổ bảo hộ Aden (1874–1959)
    - Liên bang Các Tiểu vương quốc Ả Rập Miền Nam (1959–1962)
    - Liên bang Nam Ả Rập (1962–1967)
    - Lãnh thổ bảo hộ Nam Ả Rập (1963–1967)

Hiện đại
Yemen độc lập:
- Thống nhất
  - Cộng hoà Yemen (1990–nay)
- Miền bắc
  - Tiểu vương quốc Idrisi (1906–1934)
  - Vương quốc Mutawakkilite Yemen (1918–1962)
  - Cộng hoà Ả Rập Yemen (1962–1990)
- Miền nam
  - Vương quốc Qu'aiti (1858–1967)
  - Cộng hoà Nhân dân Nam Yemen (1967–1970)
  - Cộng hòa Dân chủ Nhân dân Yemen (1970–1990)

Ả Rập Xê Út
- Najran, Jizan, 'Asir

Oman
- Dhofar